# أحمد دحلان
أحمد دحلان (1 أغسطس 1868م - 23 فبراير 1923م) ولد باسم محمد درويش وهو عالم إحياء إسلامي إندونيسي أسس المحمدية في عام 1912. أصبح بطلاً قومياً وفقًا للمرسوم الرئاسي رقم 157 في عام 1961.

## التعليم
محمد درويش والمعروف باسم أحمد دحلان، ولد في الحي المسلم في يوجياكرتا خلف المسجد الكبير في يوجياكرتا. كان والده إمام المسجد، وتعلم دحلان تلك اللغة من أبيه. هو سليل الجيل الثاني عشر من سلالة مولانا مالك إبراهيم الذي يعتقد أنه من أوائل من أدخل الإسلام إلى جزية جاوة. أرسال دحلان إلى مدرسة داخلية إسلامية. كواحد من التزاماته بأركان الإسلام، ذهب في دحلان في رحلة إلى مكة حيث أدى مناسك الحج، ثم درس مع أحمد الخطيب المعلم الديني الشهير. خلال هذا الحج قام دحلان بتغيير اسمه من محمد درويش إلى أحمد دحلان. أعطى هذا الاسم الأخير من قبل مدرس المشيخة الشافعية سيد بكري شطة. يرتبط دحلان بزملائه الإندونيسيين من سولاويزي وجاوة الغربية ومينانجكاباو وآتشيه وغيرها من المناطق ذات الإيمان القوي، مما ساعدهم على تصور مصلحة مشتركة ضد أسياد الاستعمار الهولندي في إندونيسيا والحاجة إلى تجديد الإسلام في إندونيسيا.

## المحمدية
بعد عودته إلى جاوة حوالي عام 1888 تزوج من ابنة إمام المسجد الكبير في يوجياكرتا. كواحد من المجموعات المتنامية التي اعتبرت نفسها حداثية، كان يشعر بالقلق إزاء الممارسات الجاوية العديدة التي لا تبررها الكتب الإسلامية ودعا إلى إنشاء إسلام أنقى متجدد أكثر انسجاما مع العالم الحديث. انضم إلى بودي أوتومو (أي: الفلسفة الأولى) في عام 1909 على أمل أن يعظ الإصلاح بأعضائه، لكن أنصاره حثوه على إنشاء منظمته الخاصة.
أنشأ المحمدية في عام 1912 كمنظمة تعليمية كوسيلة لتحقيق المثل العليا الإصلاحية. وانضم بسرعة إليها الكثير من التجار والحرفيين. في عام 1917 أضاف قسم نسائي اسمه عيسية، والذي لعب دورًا مهمًا في تحديث حياة المرأة الإندونيسية. امتدت المحمدية إلى الجزر الخارجية، وأنشأت قاعدة قوية في سولاويزي بعد عقد من الزمان فقط من تأسيسها. كانت واحدة من عدد من المنظمات الإندونيسية الأصلية التي تأسست في العقود الثلاثة الأولى من القرن العشرين، وهي فترة عرفت باسم الصحوة الوطنية الإندونيسية. التي كانت أساسية في تأسيس شعور القومية الاندونيسية، وفي نهاية المطاف الاستقلال. اليوم تحوي المحمدية على 20 مليون عضو، والمحمدية هي ثاني أكبر منظمة إسلامية في إندونيسيا بعد نهضة العلماء. توفي أحمد دحلان البالغ من العمر 54 عامًا في يوجياكرتا.